# NGC 7183
NGC 7183 est une très vaste galaxie lenticulaire (spirale ?), vue par la tranche et située dans la constellation du Verseau. Sa vitesse par rapport au fond diffus cosmologique est de 2 325 ± 22 km/s, ce qui correspond à une distance de Hubble de 34,3 ± 2,4 Mpc (∼112 millions d'al). NGC 7183 a été découverte par l'astronome germano-britannique William Herschel en 1786.
NGC 7183 présente une large raie HI et renferme des régions d'hydrogène ionisé (HII).
À ce jour, seule une mesure non basée sur le décalage vers le rouge (redshift) donne une distance d'environ 36,500 Mpc (∼119 millions d'al), ce qui est à l'intérieur des valeurs de la distance de Hubble.
Quatre galaxies visibles sur l'image du relevé Pan-STARRS pourraient être des galaxies compagnes de NGC 7183, mais ce n'est vraisemblablement pas le cas. On ne connait pas la distance de LEDA 862457, alors que les trois autres sont de lointaines galaxies : 156 ± 11 pc pour LEDA 862693 et pour LEDA 135307 ainsi que 452 ± 32 pc pour LEDA 861993. 

## Supernova
La supernova SN 2013gh a été découverte dans NGC 7183 le 8 aout 2013 par K.Hayakawa, S. B. Cenko et al., dans le cadre du programme LOSS (Lick Observatory Supernova Search) de l'observatoire Lick. D'une magnitude apparente de 18,3 au moment de sa découverte, elle était de type Ia.